# Mamara

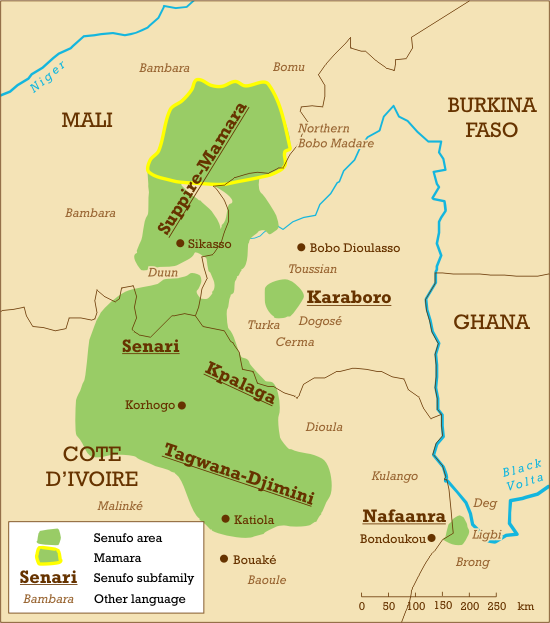
Ausbreitung der Mamara-Sprache (gelb umrundet) innerhalb der Sprachfamilie

Das Minyanka (auch bekannt als Mamara, Miniyanka, Minya, Mianka, Minianka oder Tupiire) ist eine nördliche Senufo-Sprache, die von über 700.000 Personen im südöstlichen Mali gesprochen wird.
Es ist eng verwandt mit den Sprachen Supyire und Schempire. Mamara ist eine der Nationalsprachen von Mali, zusammen mit Maasina-Fulfulde und West-Maninka.